# 東久邇宮記念会
東久邇宮記念会（ひがしくにのみやきねんかい）は、1963年（昭和38年）に設立された非営利団体。2002年に設立された特定非営利活動法人発明知的財産研究会が運営している。

## 概要
「ノーベル賞を100とるよりも国民一人一人の小発明が大切だ。うまいみそ汁を考えた人には文化勲章を与えよ」という東久邇盛厚の理念に感銘を受けた、元衆議院議員の豊沢豊雄によって、大衆発明を奨励し市民発明家を顕彰するための民間団体として、1963年に設立された。
国の褒章制度とは連携せずに「東久邇宮記念賞」などの独自の褒賞を授与している。
東久邇宮記念会では自らが発行する賞を社会、文化、経済、政治等に功績のあった人物を顕彰すると定義し、高松宮賞、秩父宮賞とともに三大宮様賞として親しまれていると説明している。
団体名の由来として、故人の東久邇盛厚を「奉戴」しているとされる。しかし、盛厚は父親である東久邇稔彦（東久邇宮稔彦王）から「東久邇宮」の称号を継承する前に皇族の身分を離れているため、自らは「東久邇宮」を名乗ったことはない。また、現在の東久邇家に同記念会から名称使用料などは支払われていない。
類似の表彰として「発明表彰」が存在するが、発明表彰を授与する発明協会の総裁が天皇徳仁の叔父にあたる皇族の常陸宮正仁親王であり、市民発明家に対して恩賜発明奨励事業を行ったり叙勲・国家褒章等の推薦を行っているのと比較すると、あくまでも東久邇宮記念賞は民間団体の発行する賞状やバッジという位置付けになる。

## 沿革
- 1963年（昭和38年） -「褒賞クラブ」を母体として設立される。衆議院議員時代は「発明振興議員連盟」の幹事長を務め、1963年当時は発明学会の初代会長を務めていた豊澤が創設者で、名誉総裁には1947年（昭和22年）に皇族の身分を離れた元皇族の東久邇盛厚を「奉戴」した。
- 1969年（昭和44年） - 名誉総裁の東久邇盛厚が死去。
- 2002年（平成14年） - 10月、豊沢によってNPO法人発明知的財産研究会が設立され、東久邇宮記念会の機能を継承した。
- 2009年（平成21年）  - 豊沢の100歳の記念として、旧「褒賞クラブ」の中心メンバーの発案で、東久邇宮国際文化褒賞が創設。
- 2010年（平成22年） - 創設者である豊沢豊雄が死去。吉村靖弘が東久邇宮記念会の2代会長となる。吉村は、衆議院事務局に奉職していたとき発明家の外国出願を指導するなどの活動を行い、また防衛庁長官を務めた衆議院議員大野功統の秘書を務めるなどの功績で、2005年には瑞宝章を授与されている人物である。
- 2011年（平成23年） - 東久邇宮記念会から独立して、東久邇宮国際文化褒賞を主宰する東久邇宮国際文化褒賞記念会が明川文保によって設立される。明川は、かつて外務大臣を務めた衆議院議員安倍晋太郎の秘書を務め、九州山口経済連合会（現・九州経済連合会）の国際交流委員や農林水産委員などを歴任し、2018年現在はDEVNETアジア地域本部総裁を務めるなど九州・山口政財界に影響力を持つ人物[要出典]である。明川は、生前の豊沢会長から、のちに東久邇宮記念会の2代会長となる吉村靖弘とともに後を託されたという[要出典]。
- 2018年（平成30年） - 東久邇宮記念会が「東久邇宮平和賞」を新設。

## 事業
毎年、発明の日（4月18日）に東久邇宮記念賞、文化の日（11月3日）に東久邇宮文化褒賞、夏期に東久邇宮平和賞の授与を行っている。2012年の受賞者は、東久邇宮記念賞が87名、東久邇宮文化褒賞が109名にのぼる。
- 東久邇宮記念賞 - 東久邇宮記念会が主催し民間の発明家に授与している賞。「大衆ノーベル賞」を自称している。
- 東久邇宮文化褒賞 - 内閣が授与している文化勲章にならい、東久邇宮記念が授与している民間の褒賞。
- 東久邇宮平和賞 - 豊沢豊雄の七回忌となる2018年に新設された賞。

## 発明知的財産研究会
2002年に東久邇宮記念会の機能を継承した団体。
発明知的財産研究会は、東久邇宮記念会のほかに、特許管理に関するアドバイスを行う「特許管理士」を養成するための民間資格「特許管理士」（国家資格である弁理士とは違って特許出願等の代理業務はできない）を管轄する特許管理士会や、企業のネーミングなどを担当する「ネーミングライター」を養成するための民間資格「ネーミングライター」を管轄するネーミングライター協会などを傘下に置く。いずれも、あくまで民間の団体であり、特許庁など他の国の機関とは関係がない。

## 東久邇宮国際文化褒賞記念会
一般財団法人東久邇宮国際文化褒賞記念会は、豊沢豊雄の没後となる2011年に東久邇宮記念会より別れて設立された団体。東久邇宮記念会が2009年に開始した東久邇宮国際文化褒賞を2011年より引き継いで主宰しているが、東久邇宮記念会や発明知的財産研究会などとは運営主体が異なる。本部は東京都港区新橋にあり、また明川文保会長の地盤である福岡県福岡市にも福岡事務所がある。
- 東久邇宮国際文化褒賞 - 東久邇宮国際文化褒賞記念会が主催している賞。2009年3月に設立され、外国人を含む対象者に、年3回のペースで賞の授与が行なわれている[7]。当初は東久邇宮文化褒賞の国際部門として、東久邇宮記念会の西村によって授与されていたが、2011年の13回目以降は東久邇宮国際文化褒賞記念会の明川が独自に授与している。東久邇宮文化褒賞と名前が似ているため、東久邇宮国際文化褒賞の受賞を申請する際は混同しないようにホームページで呼びかけている。